# Domleschg

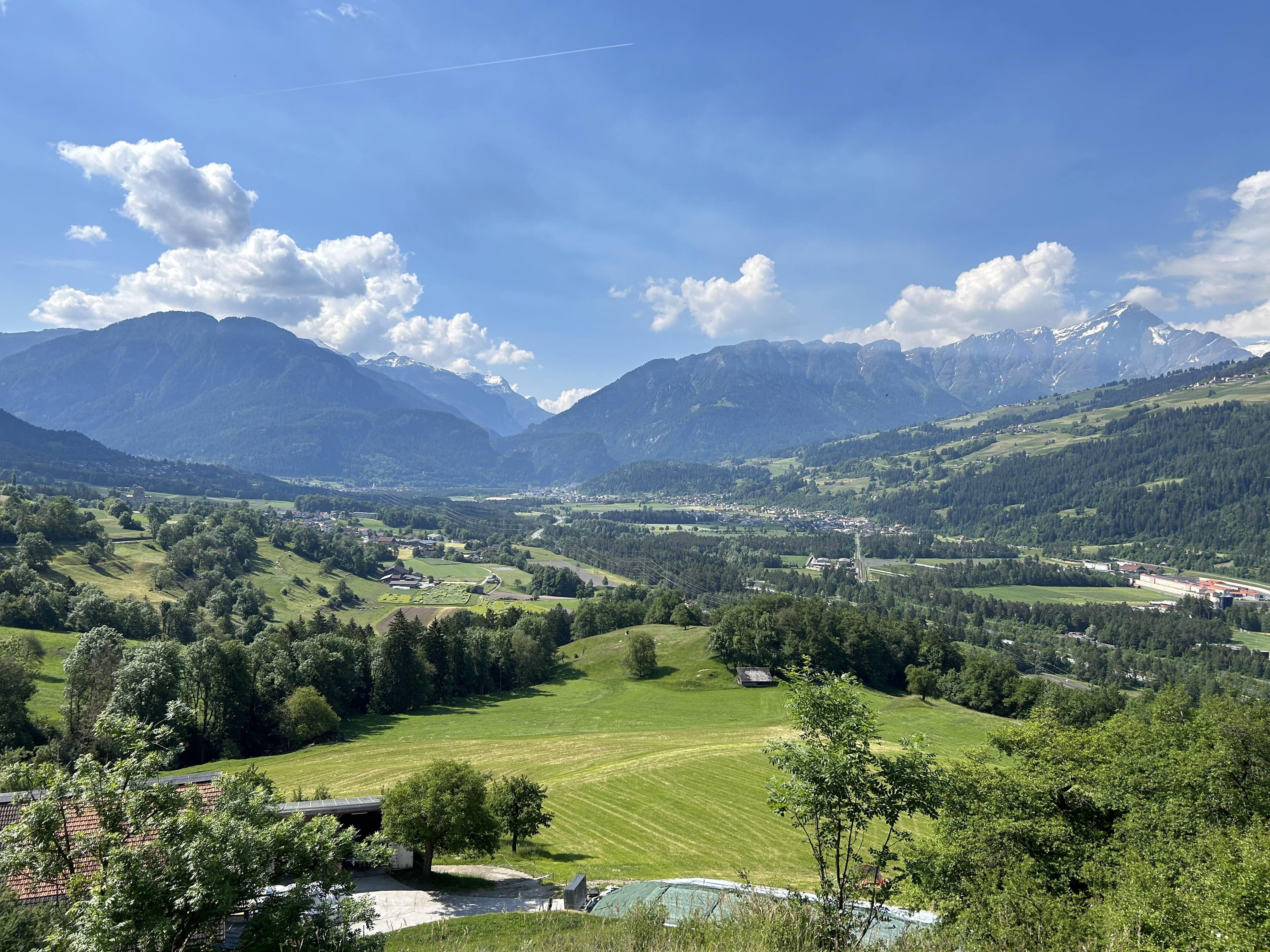
Blick Richtung Süden. Rechts hinten der Piz Beverin.

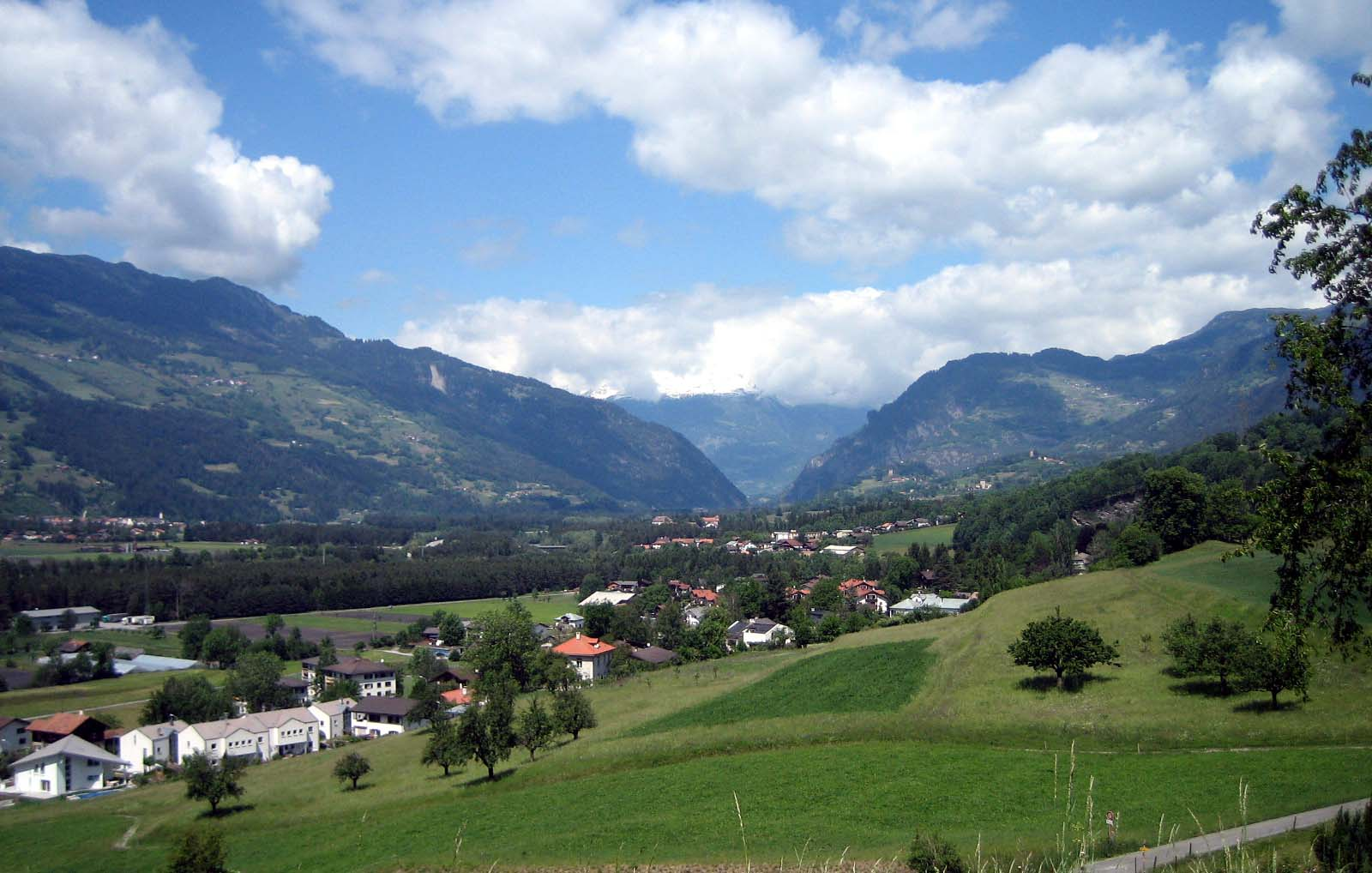
Domleschg nach Norden

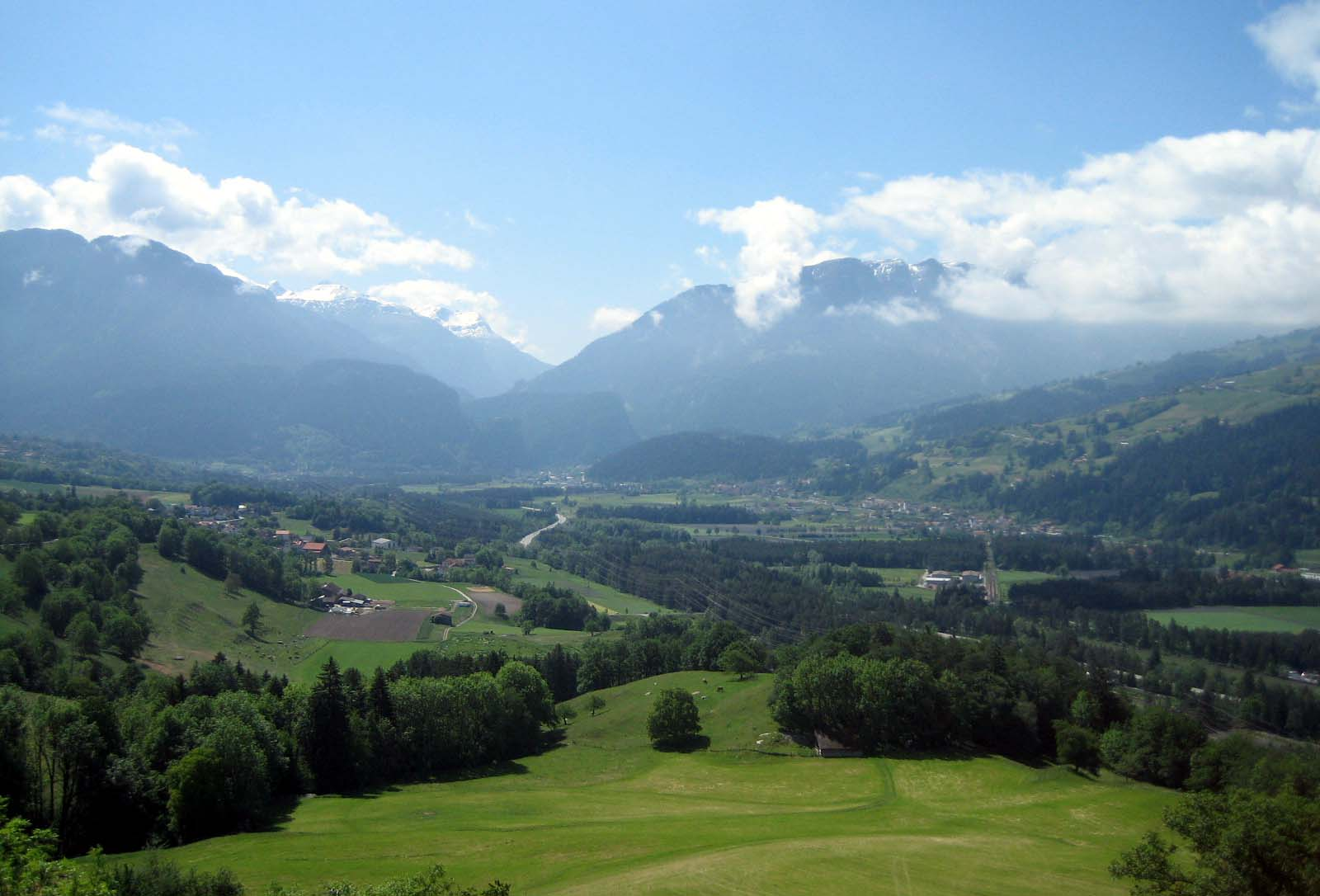
Domleschg nach Süden

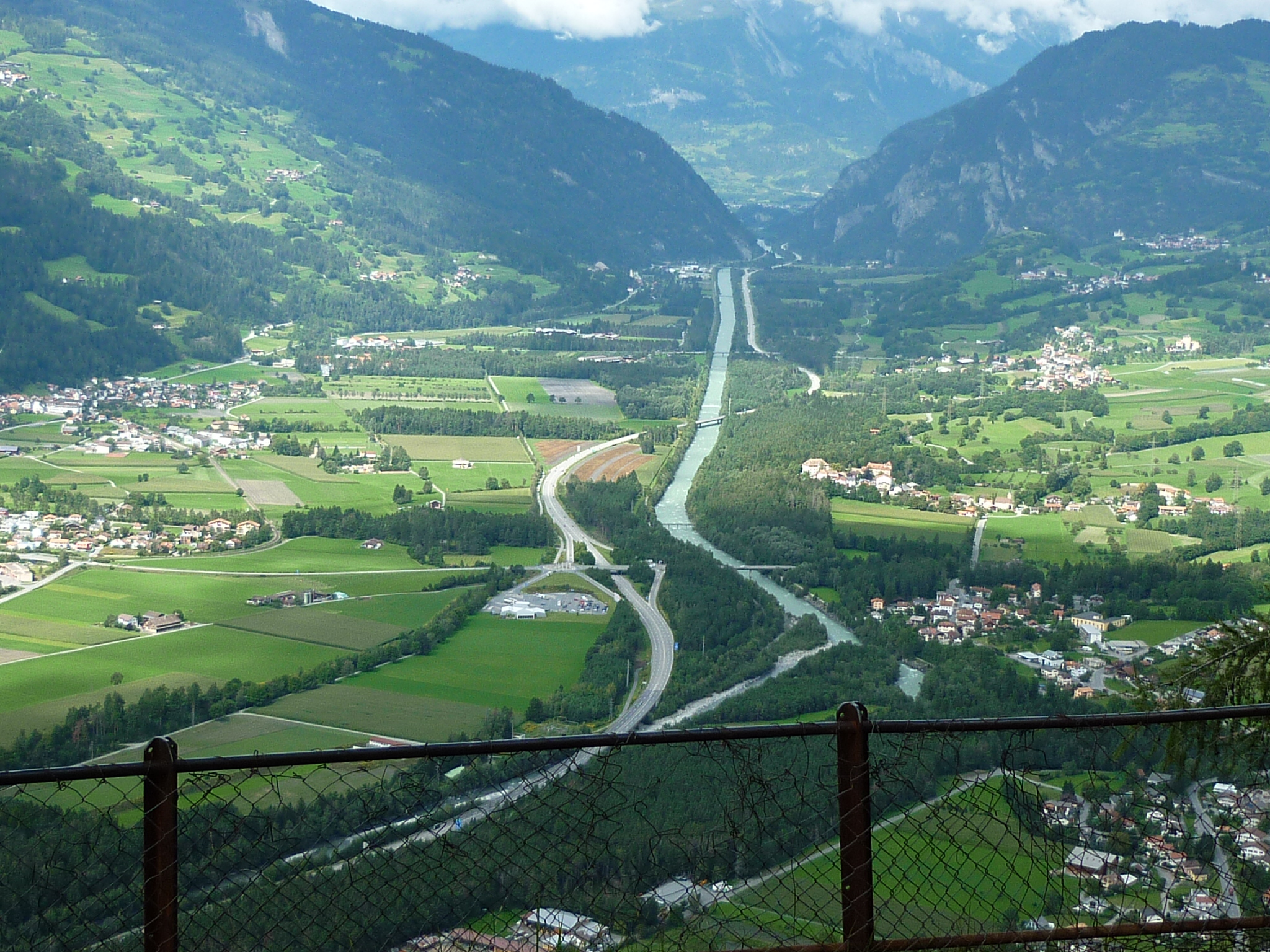
Domleschg, Blick vom Crap Carschenna oberhalb Sils im Domleschg

Luftbild aus 1500 m von Walter Mittelholzer (1925)

Das Domleschg (rätoromanisch Tumleastga) ist die östliche Seite des Tales zwischen Thusis und Rothenbrunnen im Schweizer Kanton Graubünden. Die westliche Talseite heisst Heinzenberg, wird jedoch hin und wieder auch zum Domleschg gezählt.
Politisch gehörten die Ortschaften rechts des Hinterrheines bis Ende 2017 zum Kreis Domleschg.

## Politische Gemeinden
Im Domleschg liegen folgende Gemeinden und Ortschaften:
- Domleschg (rätoromanisch Tumleastga)
  - Almens (rät. Almen)
  - Feldis/Veulden (dt. Feldis, rät. Veulden)
  - Paspels (rät. Pasqual)
  - Pratval (dt. = rät.)
  - Rodels (rät. Roten)
  - Scheid (rät. Sched)
  - Trans (rät. Traun)
  - Tumegl/Tomils (dt. Tomils, rät. Tumegl)
- Fürstenau (rät. Farschno)
- Rothenbrunnen (rät. Giuvaulta)
- Scharans (rät. Scharons)
- Sils im Domleschg (rät. Seglias)

## Gemeinde Domleschg
Auf den 1. Januar 2015 wurde die Gründung einer Gemeinde mit dem Namen Domleschg beschlossen. Sie besteht aus den ehemaligen Gemeinden Almens, Feldis/Veulden, Paspels, Pratval, Rodels, Scheid, Trans und Tumegl/Tomils.

## Gewässer
Der aus dem Schams (rätoromanisch Val Schons) kommende Hinterrhein nimmt auf seiner rechten Seite die Albula auf. Dann fliesst er weitgehend kanalisiert nach Reichenau, wo er mit dem Vorderrhein zusammentrifft. Die Talschaft besteht aus einer breiten Talsohle, umgeben von hohen Bergen. Daher wurde der Hinterrhein im 19. Jahrhundert kanalisiert und besitzt nur zwischen Rothenbrunnen und dem Zusammenfluss mit dem Vorderrhein bei Reichenau sein natürliches Aussehen.

## Vegetation und Landwirtschaft
Das Domleschg wird auch als der «Obstgarten Graubündens» bezeichnet. Im Tal werden 120 Apfel- und 30 Birnensorten angebaut.

## Sprache
Flur- und Ortsnamen deuten darauf hin, dass die ursprüngliche Sprache der Gegend das Rätoromanische und hier das  sutselvische Idiom ist. Von Fürstenau und Sils ausgehend verbreitete sich das Deutsche seit dem 19. Jahrhundert über das ganze Domleschg, und seit den 1990er-Jahren sind alle Gemeinden mehrheitlich deutschsprachig. Die kleine romanische Minderheit konzentriert sich hauptsächlich auf die Bergdörfer Scheid und Feldis/Veulden.

## Verkehr
Durch das Domleschg verlaufen die Autobahn A13 und eine Bahnlinie der Rhätischen Bahn. Die Feinverteilung erfolgt durch Postauto Graubünden.

## Burgen und Schlösser
Aufgrund seiner verkehrspolitisch wichtigen Lage als Durchgangsweg zu den Alpenpässen Splügen, San Bernardino und Julier entwickelte sich die Talschaft Domleschg zu einer der burgenreichsten Regionen der Schweiz. Von Norden nach Süden sind das:
- Hochjuvalt in Rothenbrunnen
- Innerjuvalt in Rothenbrunnen
- Schloss Ortenstein in Tumegl/Tomils
- Alt-Süns in Paspels
- Schloss Paspels in Paspels
- Neu-Süns in Paspels
- Burg Heinzenberg in Präz am Heinzenberg
- Schloss Rietberg in Pratval
- Burg Hasensprung in Pratval
- Bischöfliches Schloss Fürstenau in Fürstenau
- Schloss Schauenstein in Fürstenau
- Schloss Baldenstein in Sils
- Campell in Sils
- Ehrenfels in Sils
- Hohenrätien in Sils
- Obertagstein oberhalb Thusis

Die Burgen werden durch den Burgenweg Domleschg erschlossen.